# Marantz
Marantz ist ein amerikanisch-japanischer Hersteller von Hi-Fi- und Heimkinogeräten.

## Unternehmensgeschichte

### Die Anfänge
Der Amerikaner Saul Bernard Marantz (1911–1997), der Anzeigendesigner war und Audio zunächst als Hobby betrieb, begann 1951 in Kew Gardens (New York, Stadtteil Queens), Verstärker zu entwickeln und in Handarbeit herzustellen. Auslöser war Marantz’ Unzufriedenheit mit der Qualität der damals angebotenen Geräte. Aus dieser Zeit stammt die Audio Consolette Model 1, ein mit Röhren bestückter Mono-Vorverstärker. 1953 wurde die Marantz Company in Long Island City, New York (44-15 Vernon Blvd.) gegründet. Im darauffolgenden Jahr stieß der Elektroingenieur Sidney Stockton Smith zum Unternehmen und entwickelte 1956 das Model 2. Der Geschäftssitz befand sich mittlerweile bei 25-14 Broadway, Long Island City, New York. In der Folge entstanden der Stereo-Vorverstärker Model 7 (1958), die Stereo-Endstufe Model 8 und die Mono-Endstufe Model 9 (1961).

### 1960–1979
Um 1960 war Marantz vorwiegend in den USA mit seinen hochwertigen Röhrengeräten nur einem kleinen, exklusiven Kundenkreis zugänglich.
1961 wurde Richard Sequerra Chef-Ingenieur. Er führte mit dem FM-Tuner Model 10 das Oszilloskop als Abstimmanzeige ein, siehe auch Bild unter Abschnitt Technologien. Im Rahmen des Apollo-Raumfahrtprogramms beschloss die NASA, eine modifizierte Version der Endstufe Model 9 unter der Bezeichnung 9120 als Antennenverstärker einzusetzen.
Da die Herstellung des Oszilloskop-Tuners 10 und 10B nicht rentabel war, kam Marantz mit seinem Erfolg im Jahre 1964 in finanzielle Schwierigkeiten; im selben Jahr verkaufte Saul Marantz sein Unternehmen an die kalifornische Superscope Company. Ein Jahr später wurde der Geschäftssitz nach Chatsworth (Kalifornien) verlegt. Bei der Entwicklung neuer Geräte wandte sich Marantz nun vermehrt der Transistortechnik zu. Mitte der 1960er Jahre gliederte Superscope einen großen Teil der Produktion nach Japan aus und arbeitete mit der Standard Radio Corporation zusammen. Die Geräte japanischer Herkunft sind an den Typenschildern mit dem Vermerk „Konstruiert in USA, gebaut in Japan“ erkennbar. Lediglich die hochwertigen Produkte wurden weiterhin in den USA gefertigt. 1968 zog sich Saul Marantz aus der Unternehmensleitung zurück.

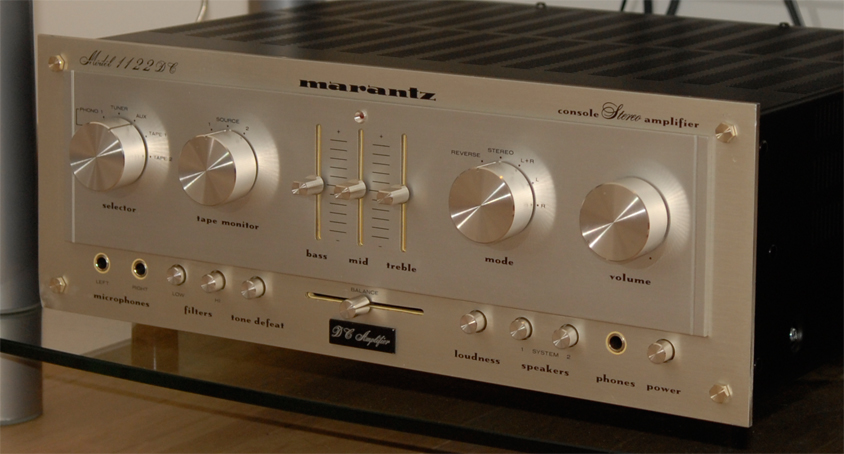
Integrierter Verstärker Marantz 1122 (um 1978)

1972 beteiligte sich Saul Marantz an der Gründung des Lautsprecher-Herstellers Dahlquist und war gemeinsam mit Sidney S. Smith als Berater für die Fertigung tätig. 1972 gründete Superscope in Japan Marantz Far East. Nur drei Jahre später verkaufte wiederum Superscope 50 % an die japanische Standard Radio Corporation, die den Namen in Marantz Japan änderte.
Unter dem steigenden Kostendruck wurden z. B. die aufwändig gravierten Beschriftungen der Frontplatten durch einen nicht sehr haltbaren Siebdruck ersetzt. Die Produktion in Amerika wurde nach und nach eingestellt. Die Produktpalette umfasste neben Verstärkern und Tunern auch Plattenspieler und Lautsprecherboxen.
In Europa, vor allem in Deutschland, Italien und der Schweiz, gelang Marantz ab 1972 mit erschwinglichen Geräten der Durchbruch. Großbritannien hatte einen mit eigenen Produzenten abgedeckten Markt, sodass die immer noch hochpreisigen Geräte gegenüber Unternehmen wie Quad, Leak und Radford kaum an Boden gewinnen konnten. Mitte der 1970er Jahre bot Marantz auch Quadrofonie-Receiver mit einem Quadro-Adapter an.
1976 wechselte der Lautsprecherentwickler Edmund (Ed) May von JBL zu Marantz. Mit dessen Tod 1980 wurde der Bereich Lautsprecher nicht weiter verfolgt.
1979 stellte Marantz die hochwertige Esotec-Serie vor. Im gleichen Jahr kam der japanische Ingenieur Ken Ishiwata zu Marantz. Ishiwata wurde bekannt, als er Seriengeräte verbesserte, oft indem er klangrelevante Baugruppen mit höherwertigen Teilen bestückte. Diese Geräte wurden später unter der Bezeichnung KI Signature vermarktet.

### 1980–1999

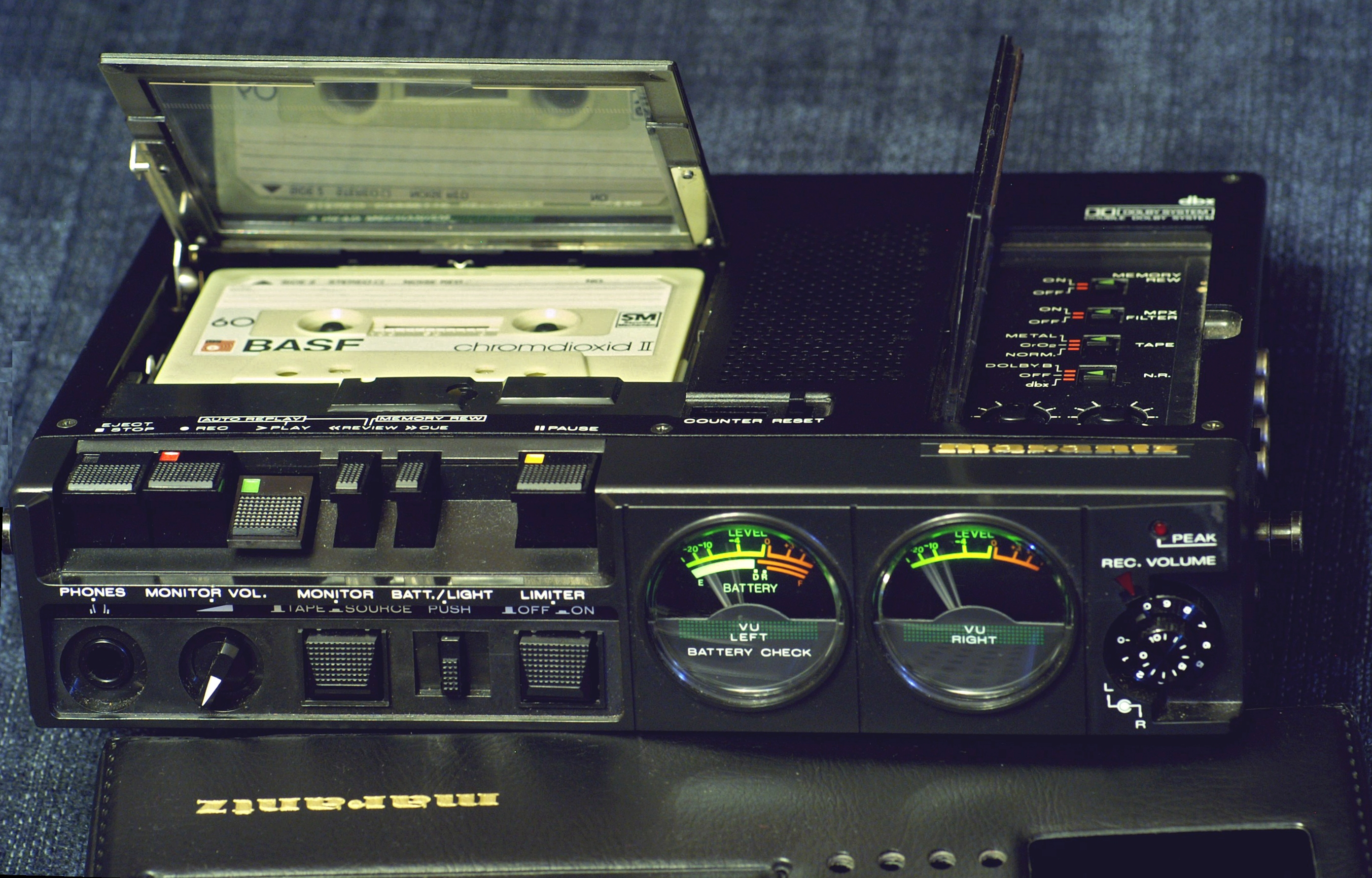
Portabler Audiorekorder CP 430 für Kompaktkassetten mit Dolby B und dbx, produziert von 1985 bis 1995

Im Jahr 1980 verkaufte Superscope aufgrund eigener finanzieller Schwierigkeiten Marantz bis auf die für die USA und Kanada zuständige Tochtergesellschaft an Philips. In den 1980er Jahren engagierte sich auch Marantz, eng mit Philips zusammenarbeitend, in der Digitaltechnik. 1983 kam der erste CD-Spieler auf den Markt, das Gerät war baugleich mit dem Philips CD-100, trug aber das Marantz-Logo. Um 1986 gelang Saul Marantz zusammen mit seinem Partner John Curl unter dem Namen Lineage ein erfolgreiches Comeback. Die erste Produktion war auf der CES sofort ausverkauft. Saul Marantz zog sich aus gesundheitlichen Gründen jedoch danach wieder zurück. Mit dem Laserdisc-Player CDV-780 stieg Marantz in die Videotechnik ein.
1990 übernahm Philips auch den nordamerikanischen Marantz-Zweig, der 1987 von Superscope an Dynascan verkauft worden war. Die neunziger Jahre standen im Zeichen der Verschmelzung von Audio- und Videotechnik. Auf der IFA 1991 wurde der CD-Recorder CDR-1 vorgestellt, der eigene professionelle Digitalaufnahmen zu Hause ermöglichte.
Der erste THX-zertifizierte Verstärker, der SM-80, kam 1992 auf den Markt, etwa vier Jahre später gefolgt von dem ebenfalls THX-zertifizierten Receiver SR-96. Der Videoprojektor VP8770 und der Plasma-Fernseher PD4280 komplettierten das Angebot.
Seit 1996 arbeitete Ken Ishiwata auch als Markenbotschafter.
Am 16. Januar 1997 starb Saul Bernard Marantz im Alter von 85 Jahren.
In den späten neunziger Jahren nahm Marantz die Produktion der Röhrenverstärker Model 7, 8 und 9 erneut auf. Die Geräte wurden bei der Valve Amplification Company in Durham, North Carolina von Hand gefertigt. Ende 1999 stellte Marantz den ersten Super-Audio-CD-Spieler SA-1 vor.

### 2000 bis heute
Im Mai 2001 übernahm Marantz Japan Inc. von Philips die Markenrechte und den Vertrieb für Europa und die USA. Das Unternehmen gründete Niederlassungen in Deutschland, Frankreich, Großbritannien, den Niederlanden und den USA. 2002 fusionierte Marantz mit dem Konkurrenten Denon zu D&M Holdings Inc., die später in D+M Group umbenannt wurde. Daneben gehörten auch die Marken McIntosh, Boston, Snell, Escient, Denon DJ, Calrec, D&M Professional (seit 2004) und D&M Premium Sound Solutions zu dieser Holding (Die Produktlinien der einzelnen Hersteller wurden eigenständig weitergeführt.). Denon DJ, Denon Professional und Marantz Professional kamen im Jahr 2014 zu der US-amerikanischen inMusic Gruppe, als die D&M Holdings Inc. die „Professional“-Marken verkaufte.
2008 beendete Philips die 28-jährige Zusammenarbeit mit Marantz.
2013 stellte Marantz den besonders hochwertigen Netzwerkplayer NA-11S1 vor.
Zum ersten März 2017 hat Sound United LLC – Muttergesellschaft der Marken Polk Audio, Definitive Technology und Polk BOOM – die D+M Group übernommen.
Sound United zählt zur DEI Holdings, einer Unternehmensgruppe des in Boston ansässigen Private-Equity-Unternehmens Charlesbank Capital Partners, LLC.
Im Mai 2019 verließ Ken Ishiwata Marantz.

## Technologien

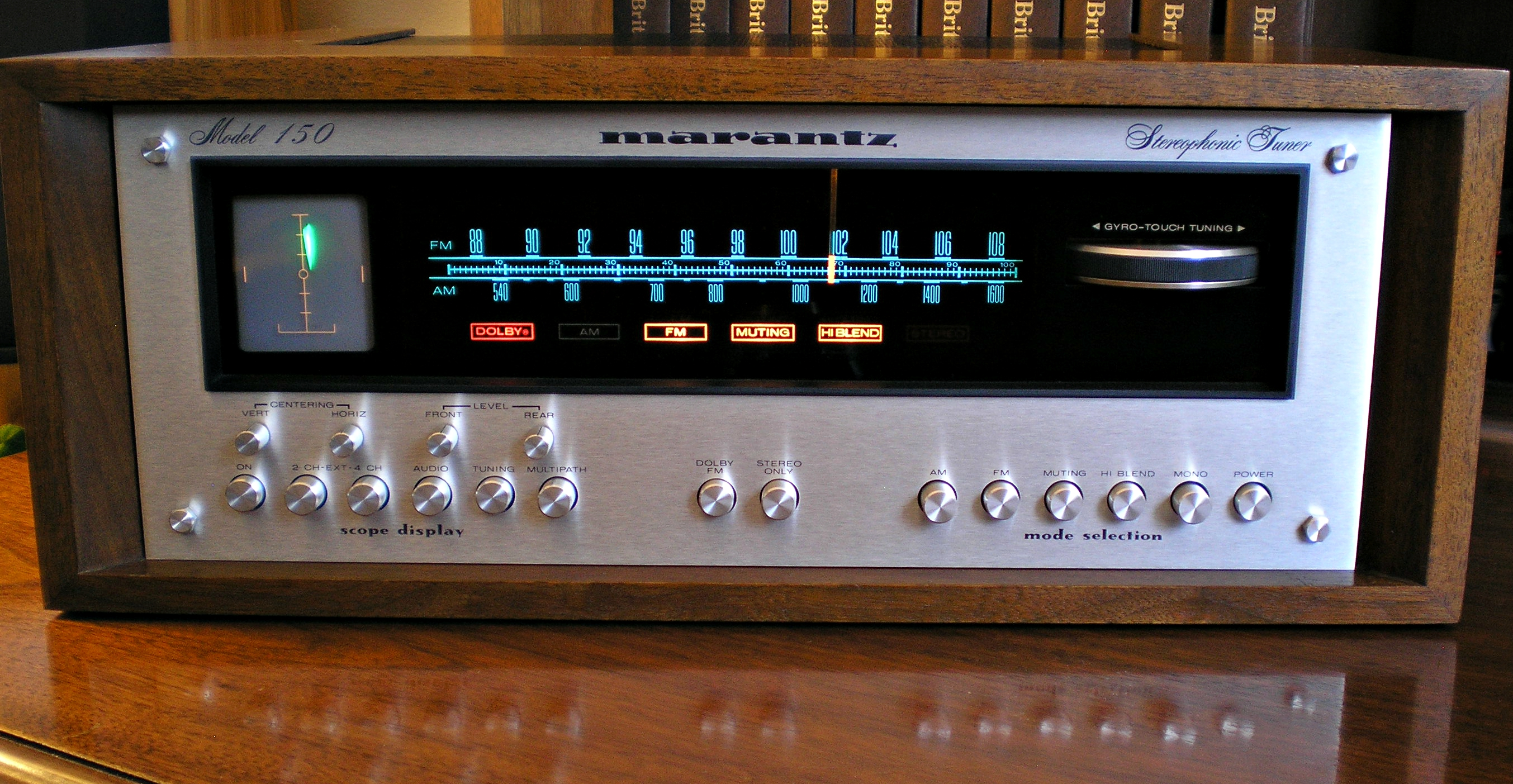
Tuner 150 mit Oszilloskop und für Marantz typischen Abstimmrad (1975–78)

- 1962 wurde zum ersten Mal ein Oszilloskop als Abstimmanzeige für Tuner verwendet.[2] Es kam bis in die siebziger Jahre bei den hochwertigen Tunern und Receivern zum Einsatz.
- 1963 entwickelte Marantz den ersten Plattenspieler mit Tangential-Tonarm, den SLT-12.[2] Allerdings erwies sich die Mechanik als problembehaftet.[3]
- In den 1970er Jahren entstand das Marantz Auto Azimuth Control (MAAC) genannte System, das mit seiner piezogesteuerten Tonkopfnachführung Azimutprobleme bei der Wiedergabe von Compact-Cassetten löste. Jedoch litt das Kassettendeck SD930 unter der anfälligen Verarbeitung. Erst als Nakamichi Teile der MAAC-Patente kaufte und eine überarbeitete Variante mit elektromotorischer statt der schnelleren Piezosteuerung in seinem Modell Dragon verbaute, konnte sich das inzwischen NAAC (Nakamichi Auto Azimuth Control) genannte System in diesem Gerät der oberen Preisklasse bewähren.[26]